# Leroy Wallace
Leroy Wallace, detto Horsemouth (Kingston, Jamaica, 22 agosto 1950), è un batterista e percussionista giamaicano.

## Biografia
Ha suonato con moltissimi artisti reggae come The Gladiators, Inner Circle, Prince Far I, Sound Dimension, Burning Spear e Ijahman Levi.
Ha inciso anche diverse canzoni come cantante (DJ) come Herb Vendor, prodotta da Lee Perry.
È il protagonista del film Rockers, nel quale interpreta se stesso.

## Discografia parziale
- 1978 - Horsemouth Wallace - Original Armageddon Dub